# Claude Kunetz
Claude Kunetz, né en France en juin 1958, est un producteur de cinéma, galeriste d'art contemporain et créateur de centres culturels en milieu hospitalier.

## Biographie
Claude Kunetz est diplômé d'une maîtrise d'animation culturelle et sociale à l'université Paris 1, sous la direction d'Éric Rohmer.
Producteur de cinéma depuis une vingtaine d’années, Claude Kunetz a créé la société de production Wallworks pour développer une politique de production de longs-métrages pour le cinéma d’auteur. On lui doit entre autres la production de premiers films : Mima (1990) de Philomène Esposito avec Virginie Ledoyen, Grande Petite (1993) de Sophie Fillières avec Judith Godrèche, Encore (1996) de  Pascal Bonitzer avec Valeria Bruni-Tedeschi, Rien voilà l’ordre (2001) de Jacques Baratier avec Laurent Terzieff, ou Lost in Love (2007) de Rachmania Arunita avec Richard Kevin, etc. Ses films ont notamment été présentés dans les festivals de Berlin, Cannes, Turin, Bruxelles, Montréal, New York, Tokyo, Alger, Le Caire, etc. Encore a été nommé aux Césars en 1996, dans la catégorie César du meilleur premier film. Il prépare actuellement[Information douteuse] la production du premier long-métrage d’Abdellah Taïa, adaptation de son roman L’armée du salut.
Après le tournage de Rien voilà l’ordre à l’hôpital de Prémontré dans l’Aisne, Claude Kunetz crée un espace culturel au sein même de l’établissement hospitalier en 2003. Il s’agit d’y développer pour les patients un programme d'activités artistiques et culturelles, libres et gratuites. Il y implique, entre autres, des étudiants des Beaux-Arts et des artistes graffeurs tels que Kongo, Gilbert et Colorz, issus tous trois de l'art urbain, qui viennent créer avec les patients. L’aventure s’avère passionnante et se conclut par une exposition dans la salle d’honneur de l’École nationale supérieure des beaux-arts à Paris. À la suite de cet engouement, Claude Kunetz lance une nouvelle expérience en 2010 avec des personnes âgées atteintes de la maladie d’Alzheimer au Centre hospitalier gérontologique de La Fère, “La Lucciola".
Claude Kunetz découvre l’Indonésie en 2002, alors qu’il est invité par l’Ambassade de France pour donner des cours à l’Université de cinéma de Jakarta. Il se lie avec le pays et y rencontre sa future épouse, Dewi Astuti, qui dirige aujourd’hui la Galerie WallWorks avec lui. Il y fait également la connaissance de la commissaire d’exposition Alia Swastika, avec qui il monte en 2010 l’exposition Wall Street Arts à Jakarta. L’exposition confronte deux générations de graffeurs, soit une quinzaine d’artistes de la scène du graffiti française et indonésienne, cette dernière n’ayant pas plus d’une dizaine d’années.
Après avoir produit des premiers films au cinéma, Claude Kunetz décide d’ouvrir la Galerie WallWorks, un lieu d’exposition d'art contemporain situé au 4 de la rue Martel, où il adapte ce qu’il sait faire au cinéma, le lancement de jeunes artistes, du financement à la distribution et de la fabrication à la promotion. Afin de privilégier un travail de fond, la Galerie Wallworks propose un programme de quatre à cinq grandes expositions par an présentant les travaux de graffeurs français et issus du street art comme Kongo, Lazoo, Colorz, Gilbert, Sonic et Ceet, des plasticiens indonésiens comme S. Teddy et, dans un futur proche, les œuvres issues du travail en milieu hospitalier. L’espace de 140 m2 qu’inaugure l’exposition personnelle de Kongo continue d’abriter ses activités de producteur de cinéma d’auteur et lui permet, en bref, de produire et de montrer les œuvres qui lui tiennent à cœur.

## Cinéma

### Longs métrages en développement
- Sans toi, sans ton amour, sans ton corps, sans ton sexe, de Abdellah Taïa.
- Le Voyage en Irlande, de Phiippe Arezki.
- Un Autre Monde, de Pascal Voisine.

### Longs métrages produits
- 1991 : Mima, de Philimoène Esposito
- 1994 : Grande petite, de Sophie Fillières
- 1994 : Le Mangeur de lune, de Dai Sijie
- 1996 : Encore, de Pascal Bonitzer
- 1997 : Tempête dans un verre d'eau, d'Arnold Barkus
- 1998 : Le Onzième, de Dai Sijie
- 1999 : Stringer est un film de Klaus Biedermann
- 2004 : Rien voilà l'ordre de Jacques Baratier
- 2006 : Love for share (Berbagi Suami), de Nia Dinata
- 2007 : Morituri], de Okacha Touita
- 2008 : Lost in love, de Rachmania Arunita

### Télévision
- Sports en scène, FRANCE 3
- Étoiles et baskets, de Thomas Gilou.
- Enduro party, de Jean-Pierre Mocky.
- Bob la châtaigne, de Thomas Gilou.
- Mon premier séminaire de Ping Pong, de J.-P. Limosin.
- Coup de circuit, de Lam Le.
- Les sirènes, de Pascal Bonitzer.
- Le 17 va en prison, de Laurent Perrin.
- Le catch, de François Reichenbach.
- Ma première planche, de Thomas Gilou.

### Courts métrages
- Des filles et des chiens, de Sophie Fillières.
- Jean Francaix, de Raymond Pinoteau et Christine Paillard.
- Vue de chien, de Pascal Voisine.
- La chatte, de Diane Baratier.

### Publicités
- Pariscope, 7 à Paris, Paris Base Ball, Ciné Club, Montblanc, Ministère de l'Intérieur, etc.

### Clip musical
- Bratsch, de Pascal Vuong.

### Éditions
- 30 années de lumière.
- 34 années de lumière.
- Générique.

### Éditions musicales
- Le Mangeur de Lune.
- Le Onzième.

### Théâtre
- Le regard, de Murray Schisgal, Mise en scène : Laurent Terzieff avec Émilie

Shevrillon Francine Walter, Laurent Terzieff. Théâtre Rive Gauche. En coproduction avec
Alain Mallet, La compagnie Laurent Terzieff.
- Florilège, de Rainer Maria Rilke, Blaise Cendrars, Arthur Adamov, Louise Aragon,

Laurent Terzieff. Mise en scène : Laurent Terzieff avec Laurent Terzieff. Théâtre de la Gaité
Montparnasse. En Coproduction avec le Théâtre de la Gaité Montparnasse et la Compagnie
Laurent Terzieff.
- Molly, de Brian Friel. Mise en scène de Laurent Terzieff avec Fabrice Luchini, Laurent

Terzieff, Caroline Silhol. Théâtre de la Gaité Montparnasse. En coproduction avec le Théâtre
de la Gaité Montparnasse, La compagnie Laurent Terzieff, Solivagus.

## Centres culturels
- 2002 : Création de la Cordonnerie, Centre Culturel en hôpital psychiatrique au sein de l’établissement public de santé mentale de l’Aisne à Prémontré.
- 2010 : Création de La Lucciola, Centre Culturel à l’Hôpital de Gérontologie de La Fère dans l’Aisne.

## Galerie d'art contemporain
- 2011 : Création de la Galerie WallWorks dans le 10e arrondissement de Paris.